# St. Meinrad (Indiana)
St. Meinrad es un lugar designado por el censo ubicado en el condado de Spencer en el estado estadounidense de Indiana. En el Censo de 2010 tenía una población de 706 habitantes y una densidad poblacional de 163,52 personas por km².

## Geografía
St. Meinrad se encuentra ubicado en las coordenadas 38°10′4″N 86°49′41″O / 38.16778, -86.82806. Según la Oficina del Censo de los Estados Unidos, St. Meinrad tiene una superficie total de 4.32 km², de la cual 4.26 km² corresponden a tierra firme y (1.38%) 0.06 km² es agua.

## Demografía
Según el censo de 2010, había 706 personas residiendo en St. Meinrad. La densidad de población era de 163,52 hab./km². De los 706 habitantes, St. Meinrad estaba compuesto por el 97.03% blancos, el 0.28% eran afroamericanos, el 0.57% eran amerindios, el 0.71% eran asiáticos, el 0% eran isleños del Pacífico, el 0.42% eran de otras razas y el 0.99% pertenecían a dos o más razas. Del total de la población el 0.57% eran hispanos o latinos de cualquier raza.